# Hatchback

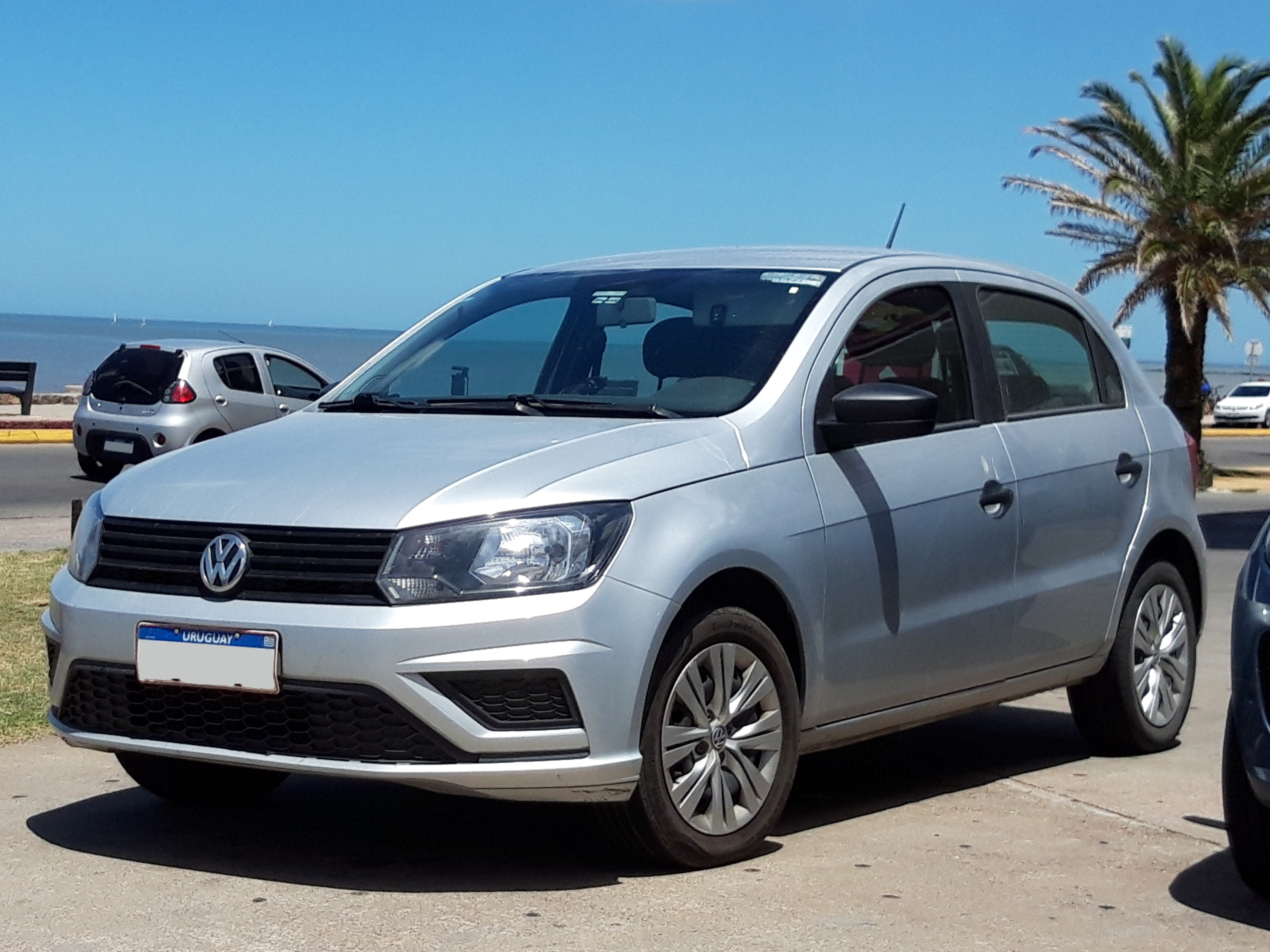
Volkswagen Gol, o hatchback mais vendido do Brasil, com cerca de 3,6 milhões de unidades vendidas.

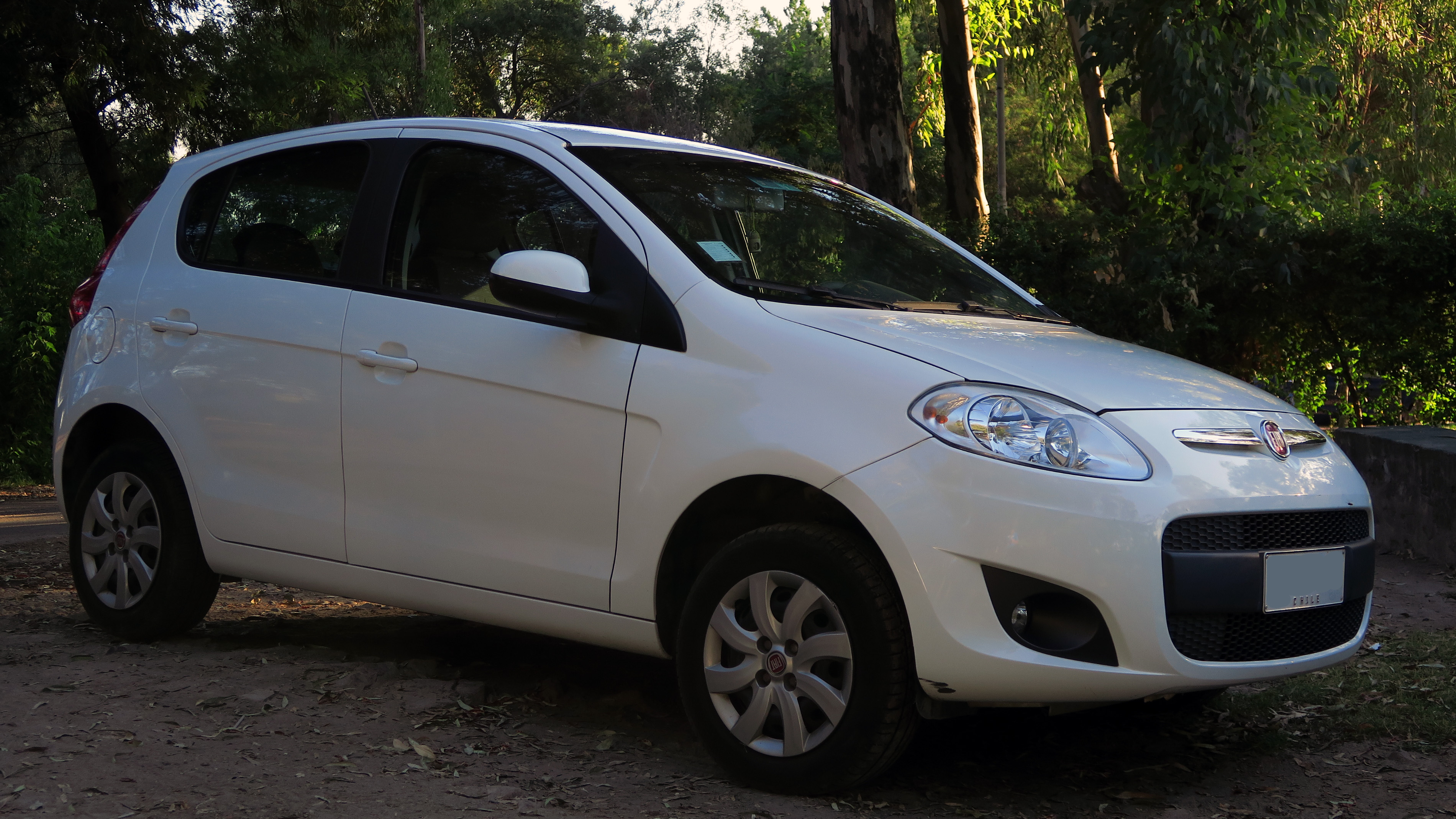
Palio, um hatchback muito comum no Brasil.

O hatchback (ou simplesmente hatch) é um design automotivo que consiste num compartimento de passageiros com porta-malas integrado (diferentemente do modelo sedã), acessível através de uma porta traseira, e o compartimento do motor à frente. O Volkswagen Brasília possuía porta-malas na frente e motor atrás, por isso o que conta mesmo é o formato da carroceria com traseira curta e truncada a partir do teto. Os hatchbacks são também chamados de três-portas (quando têm duas portas, mais a porta traseira) ou cinco-portas (quando têm quatro portas, mais a porta traseira). Normalmente, esses modelos são identificados pelo fato de o porta-malas e a janela traseira do automóvel serem numa única parte.

## Hatchespopulares

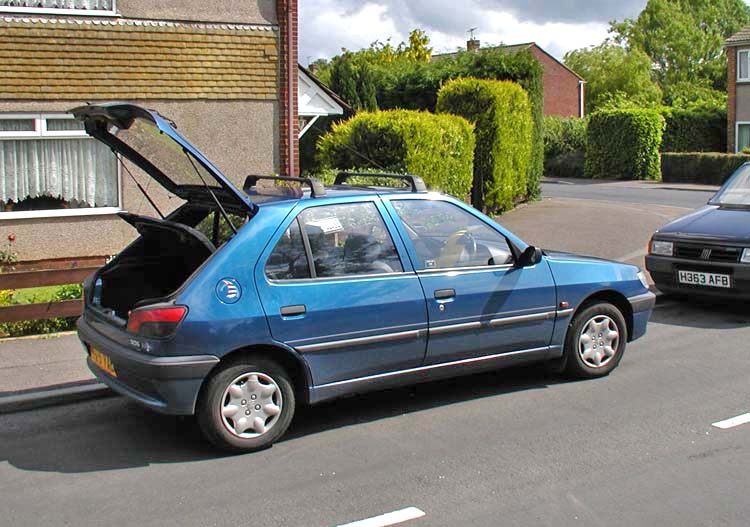
Peugeot 306, hatchback, com porta-malas aberto.

Atualmente, no Brasil, os hatchbacks são identificados principalmente entre os modelos de carros econômicos. No entanto, há, também, modelos de caráter esportivo, por exemplo, Citroën C4, Peugeot 308 (Carro do Ano na Europa 2014), Chevrolet Astra Hatch, Renault Clio (Carro do Ano na Europa 1991, 2006), Renault Mégane (Carro do Ano na Europa 2003), Volkswagen Golf, Fiat Bravo e Ford Focus (versão hatch), assim como modelos hatchs maiores ou de luxo como o Citroën DS4 e Audi S3.

## Exemplos
Populares: Citroën C3, Citroën C4, Peugeot 208, Peugeot 308 Peugeot 207 (Carro do Ano na Europa 2014), Renault Clio (Carro do Ano na Europa 1991, 2006), Renault Mégane (Carro do Ano na Europa 2003), Fiat Novo Uno, Fiat Palio, Chevrolet Celta, Chevrolet Onix, Ford Ka, Ford Fiesta, Toyota Etios, Volkswagen Gol e outros menos conhecidos.